# Sos Sargsyan
Sos Sargsyan (armenio: Սոս Սարգսյան, 24 de octubre de 1929 - 26 de septiembre de 2013) fue un actor prominente, director y escritor armenio.

## Biografía
Sos Sargsyan nació en Stepanavan en el norte de Armenia, en el tiempo en que era parte de la Unión Soviética. Se trasladó a Ereván en 1948 y comenzó a actuar en el Teatro del Joven Espectador. Se graduó en el Instituto de Bellas Artes y Teatro en 1954 como actor. Entre 1954 y 1991 actuó en el Teatro Estatal Académico Sundukyan de Ereván. En octubre de 1991, un mes después de la independencia de Armenia de la Unión Soviética, Sargsyan participó en las primeras elecciones presidenciales en Armenia independiente. Fue nominado por la Federación Revolucionaria Armenia. En 1991 se estableció el Teatro Hamazgayin (Pan-Nacional) , que dirigió hasta su muerte. De 1997 a 2006 fue rector de la Yerevan Cinema y el Instituto del Teatro. Sargsyan falleció el 26 de septiembre de 2013 en Ereván.

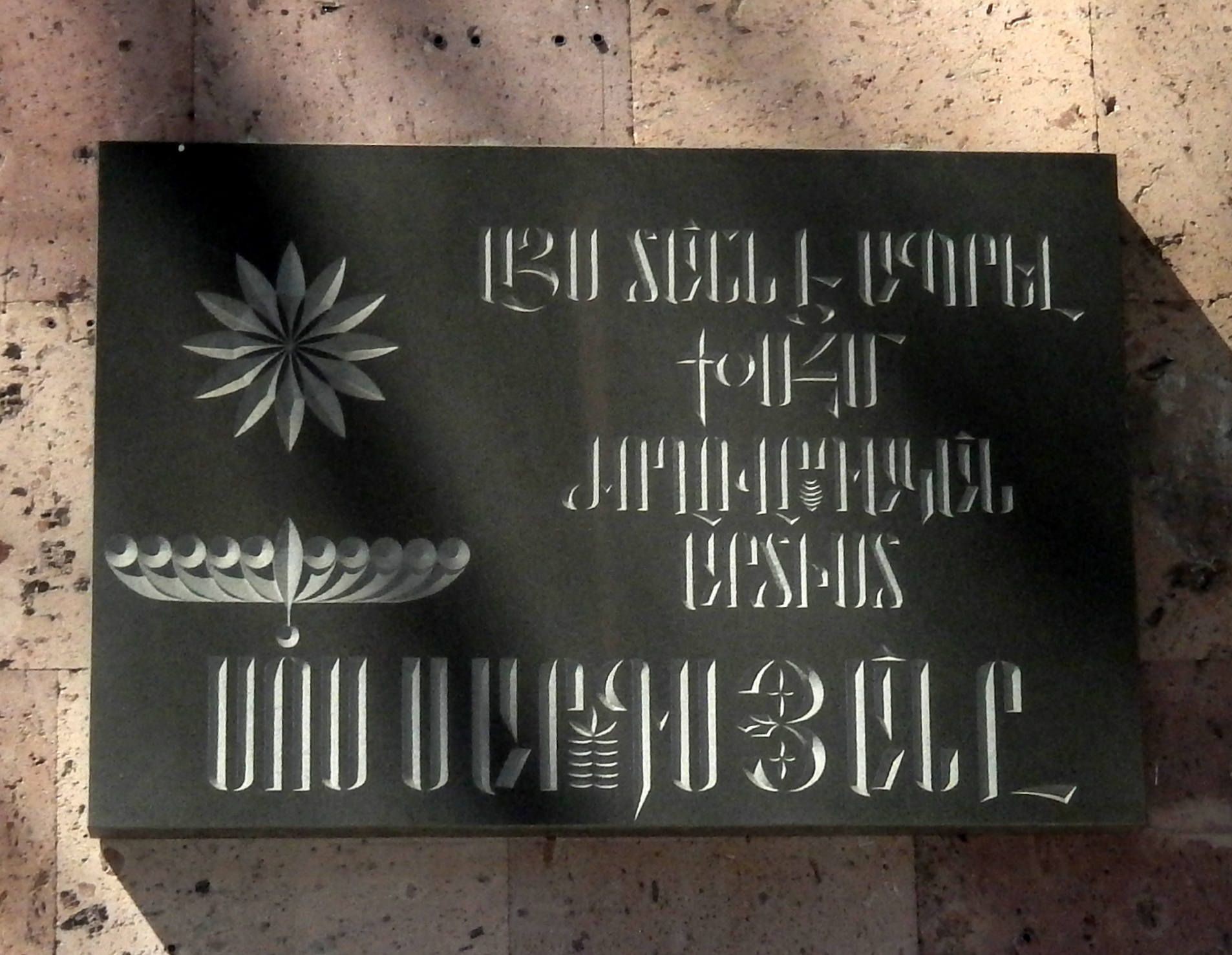

## Filmografía
- 1961 - Guys from the Army Band como Artashes
- 1967 - Triangle como varpet Mkrtich
- 1971 - Heghnar spring como varpet Mkrtich
- 1972 - Solaris como Dr. Gibarian
- 1977 - Nahapet como Nahapet
- 1978 - Star Of Hope como Movses
- 1979 - The Best Half of Life
- 1980 - Beyond The Seven Mountains como Hovsep
- 1981 - Dzori Miro como Miro
- 1982 - Gikor, como Hambo
- 1984 - Sans Famille (película de TV) como Vitalis
- 1985 - Apple Garden como Martin
- 1987 - Yeghishe Charents - Known and Unknown Sides, (doc.film)
- 1988 - Pharmacy On The Corner como Adamyan
- 1992 - Where Have You Been, Man of God?, (doc. TV mini-series) as Stepham Yesayan
- 2001 - And There Was Light
- 2001 - The Merry Bus como sacerdote